# Антоній Почока
Почока Афанасій (чернече ім’я Антоній; *початок XVIII ст. – †після 1784) — український освітній та релігійний діяч доби Гетьманщини. Помічник ректора та кандидат на посаду ректора Києво-Могилянської академії. Настоятель Київського Видубицького монастиря у часи Гетьмана Кирила Розумовського; ігумен Полтавського Хрестовоздвиженського монастиря. Архімандрит Гамаліївського Різдвобогородицького Харлампіївського монастиря . 

## Біографія
З 1727 навчався у Києво-Могилянській академії, по закінченню якої до 1749 служив писарем у Київському Софійському кафедральному монастирі. Ймовірно, в ньому прийняв чернечий постриг. 
В кінці 1749 року емігрує в Польщу де 30 листопада 1749 в сані ієромонаха призначений капеланом російської посольської церкви у Варшаві. 
1755  повернувся в Україну. Запрошений до КМА помічником ректора Михайла Максимовича з економічних справ, але того самого року просив звільнити його за станом здоров’я. 
1756 — ігумен Київського Видубицького монастиря. 1758 Антонія представлено кандидатом на посаду ректора КМА, але його не обрали. 1762-1770 — ігумен Полтавського Хрестовоздвиженського монастиря, а 1770-1784 — архімандрит Гамаліївського Різдвобогородицького Харлампіївського монастиря Чернігівської єпархії. 
19 грудня 1784 за ухвалою Синоду Антонія звільнено «на спочинок» у Київський Петропавлівський монастир, де, імовірно, й помер.